# ملبس (يافا)
ملبس قرية فلسطينية كانت تقع في قضاء يافا تبعد 11 كم شمالي شرق مدينة يافا على مفترق الطرق الرابطة بين شمال فلسطين وجنوبها، على تلٍ يرتفع 37 متراً فوق سطح البحر، وقـُدّرت مساحة المنطقة المبنية منها بـ 30 دونماً. وهي على الحافة الجنوبية من نهر العوجا على بعد 1.25 كم عنه، ما جعلها من أكثر المناطق خصوبة وأهمية استراتيجية في الساحل الفلسطيني.
في الثاني عشر من يناير عام 1870، زار الباحث الفرنسي «فيكتور جورين» القرية ووصفها بأنّها قرية صغيرة يسكنها 140 شخصاً وتحيط بها حقول البطيخ والتبغ. ووصفها باحثو  «صندوق استكشاف فلسطين» عام 1874 القرية بأنّها «قرية مبنية من أكواخ طينية، فيها بئر ويحيط بها سور. وبالقرب منه قريتان أخريان هما فجة ووالمر الواقعتان على ضفاف نهر العوجة»، وتشير هذه الوثائق لفترات السكن الأخيرة للقرية. وهي أوّل قرية فلسطينية استولى عليها المستوطنون الصهاينة عام 1878 إبان العهد العثماني، وأقاموا عليها مستعمرة "بتاح تكفا "أي (مفتاح الأمل) أول مستعمرة إسرائيلية في فلسطين، ويدلّ اسمها على أنها بداية لتأسيس مستوطنات إسرائيلية مشابهة.

## التاريخ
يقع تل ملبس على تلة منخفضة ترتفع 37 متراً عن سطح البحر، وتبعد نحو 1.25 كيلومتراً إلى الجنوب من نهر العوجة، على الحدود بين السهل الرسوبي للنهر والتلال الرملية طميية الحمراء جنوباً، ضمن يافا الحالية. يتم سرد التاريخ المبكر لملبس بشكل أساسي من خلال السجل الأثري، عندما كانت المنطقة تنتمي إلى مساحة واسعة من الاستهلاك والحركات السكانية المرتبطة ببلاد الشام وخارجها. وفي عام 1478م، وقف السلطان قايتباي(حكم 1468–1496م) ربع عائدات ملبس لمساجد غزة والقدس.
ذكرتها دفاتر الضرائب العثمانية عام 1596 بأنها قرية تضم 42 أسرة مسلمة. وظهرت القرية على خريطة بيير جاكوتين التي رسمها أثناء حملة نابليون عام 1799، وظهرت أيضاً على خريطة فلسطين التي رسمها هاينرش كيبرت عام 1856.
في أواخر الفترة العثمانية، كان لملبس روابط مع المناطق الجبلية النائية والسهل الساحلي ومنطقة غزة - العريش. في القرن الثامن عشر، عانت المناطق ريف نابلس من الصراع الأهلي بسبب التنافس بين قيس (عرب الشمال) واليمان (عرب الجنوب). كان معظم المجتمع – بما في ذلك الفلاحين والبدو وأهل المدن – ينتمون إلى إحدى هذه الفصائل. أدى الصراع إلى تعطيل الحياة الريفية، مما عجل بالهجرة وتكوين القرى في المناطق الأقل كثافة سكانية. تؤكد الروايات الشفهية أن مجموعة من اللاجئين من منطقة جماعين في جبل نابلس استقرت في الملبّس. ولكن بعد الصراعات مع القرى المجاورة وارتفاع معدل الوفيات بسبب الملاريا، وخصوصاً مذبحة أخيرة أدت إلى هجر القرية في وقت ما قبل حملة إبراهيم باشا إلى سوريا الكبرى في 1831-1840.
في أعقاب حملة إبراهيم باشا، (1831-1841)، أعيد إسكان القرية من قبل مهاجرين مصريين ينتمون إلى عشيرة أبو حامد المصري وأربعين من عبيده معه في ملبس، كجزء من موجة هجرة أوسع استقرت في الأراضي المنخفضة الساحلية في فلسطين. تذكر سجلات الطابو العثمانية أسماء مصرية شائعة، مثل عابد بن. عبد العال وموسى ب. محمد البردويل، مشيرًا إلى أن القرية كانت يسكنها بشكل رئيسي، إن لم يكن كلهم، مهاجرون مصريون.
كان أصل عائلة أبو حامد من واحة السلوم على الحدود بين ليبيا ومصر، وانتقل أفرادها إلى وادي النيل، ثم هاجروا غرباً واستقروا في عراق الطفيلة (جنوب الأردن)، وعرفوا باللقب المصري. وعندما وصل أبو حامد وأقاربه إلى أطلال ملبس، وجدوها مهجورة، فأعجبته أراضي القرية الخصبة المليئة بموارد المياه، فدفع تعويضات لسكانها، وسرعان ما شرعوا في بناء مساكن متواضعة لأنفسهم واستقر فيها مع من أتوا معه إلى القرية. وامتدت أراضيهم الواسعة والخصبة حتى نهر العوجة شمالاً، وفجة شرقاً، وأراضي الشيخ مونس غرباً. وهناك قاموا بزراعة الذرة والبطيخ. كان أبو حامد يرعى الأبقار والماعز والأغنام. وكان وحده شيخًا محاطًا بالعديد من البدو. وكان هؤلاء البدو، وعلى رأسهم عائلة أبو كشك، زعماء اتحاد عرب العوجة القبلي منذ خمسينيات القرن التاسع عشر، هم الخصوم الرئيسيون للعائلة قبل وصول اليهود. كان محمود، ابن أبو حامد، في صراع دائم مع البدو الذين تعدوا على أرضه.
تفيد مصادر عبرية أن بعض السكان انتقلوا إلى قرية فجة المجاورة في النصف الثاني من القرن التاسع عشر، لكنهم استمروا في زراعة أراضيهم في الملبّس، بل ودخلوا في إجراءات قضائية مكلفة للتعامل مع تعديات الغرباء. ولتغطية الديون المترتبة على ذلك، باع سكان الملبّس معظم أراضيهم لأنطون الطيان وسليم القصار اللبنانيان. وفي المقابل، قام كلاهما ببيع الأرض لمؤسسي مستوطنة بيتح تكفا.
وعندما رأى المصري أنه لا مستقبل للقرية التي تقلصت أراضيها إلى 41000 دونم توجه إلى تاجر من يافا يدعى أنطوان بشارة تيان وعرض عليه المنطقة. إلا أن التاجر خدعه واستخلص منه وثيقة بيع لنصف المنطقة، فقرر مقاضاته وباع 2000 دونم لتاجر آخر يدعى سليم قصار ليدفع بها نفقات القضية، إلا أن قضاة يافا حكموا لصالح تيان وتبقى لحامد المصري 2600 دونم. وعندما مات استولى الجيران على هذه الأراضي.
كانت ممتلكات تيان هي الأكبر، حيث بلغت حوالي 8500 دونم، لكن معظمها كان يقع في مستنقع الملاريا في وادي العوجة. وتقع ممتلكات قصار، التي تبلغ مساحتها حوالي 3500 دونم، على بعد بضعة كيلومترات إلى الجنوب من نهر العوجة، بعيدًا عن المستنقعات وكان يعمل فيها نحو ثلاثين مزارعاً مستأجراً.
استقبل قادة "اليشوب القديم" الحاخام عكيفا يوسف شليزنجر المهاجر من المجر باحترام كبير، ولكنه بعد الهجرة بدأ يبحث عن طريقة مختلفة لاستدامة الاستيطان وطالب بالذهاب إلى العمل والزراعة. أسس مع طلابه في قاعة بيت مدراشو خاصته، ومن بينهم الحاخام يوئيل موشيه سالومون مؤسس منظمة قامت على لتأسيس مجتمع منتج وديناميكي يعتمد حياته على قيم التوراة وإحياء اللغة العبرية. حاول مع ديفيد جوتمان وجوشوا ستامفر شراء أرض حول الخليل دون جدوى. وبعد فشل محاولات شراء الأراضي المحيطة بأريحا أيضًا، قرروا شراء أرض في منطقة وادي الخليل. قام بالتعاون مع الحاخام يوئيل موشيه سالومون بشراء أراضي قرية ملبس من طيان وقصار، لتقسيمها إلى 100 قطعة أرض وبيعها لمن أراد من اليهود أن يعمل في الزراعة بهدف تأسيس أول مستعمرة زراعية صهيونية حديثة في فلسطين العثمانية.
تم شراء ممتلكات قصار في 30 يوليو 1878 وتم توقيع عقد الشراء في القنصلية النمساوية في مدينة القدس الشريف وتسجيلها باسم سالومون الحامل للجنسية النمساوية. وتم شراء ممتلكات تيان عندما وصلت مجموعة ثانية من المستوطنين معروفة باسم اليركونيم إلى قرية الملبس  في العام التالي. انقسمت الموجة الأولى من المهاجرين إلى عدة مجموعات، حاولت كل منها الاستقرار في مكان مختلف: بنى اليركونيم منازلهم على ضفاف نهر العوجة، واستقر راب وستامفر في جفعات همياسديم جنوب قرية استعمرت مجموعة الملبي والحاخام أرييه ليب فرومكن الأراضي التي تم شراؤها من قرية العباسية (أو اليهودية) المجاورة لتشكل موشفا يهود. لفترة قصيرة، بين عامي 1878 و1890، كانت أراضي الملبّس عبارة عن تكوين مكاني يشغله سكان عرب ويهود متنافسون. تروي المصادر الصهيونية أن المستوطنين سعوا إلى تهجير جيرانهم العرب في الملبس، وبعد شراء الربع المتبقي من أراضي القرية ومساكنها عام 1890، قاموا بتسوية القرية بالأرض، وهو الحدث الذي كان بمثابة سابقة لأمثلة لاحقة من هذه الممارسة من قبل المستعمرين اليهود في فلسطين.
سبق إنشاء "بيتح تكفا" تأسيس الحركة الصهيونية العالمية خلال المؤتمر الصهيوني الأول (بازل، 1897). ومع ذلك، فقد تبنت الموشافاه مبادئ الصهيونية، وأصبحت مركزًا مهمًا قام منه رجال الأعمال ذوي رأس المال الحر من داخل الموشافوت، والرواد الاشتراكيين، مدفوعين بالحركات الثورية في الإمبراطورية الروسية، بتأسيس كفار سابا (1903)، عين حي (1913)، عين غنيم (1908)، نحلة يهودا (1913). لقد عطلت هذه المستوطنات الحياة الريفية العربية، من خلال تهجير المزارعين المستأجرين منذ فترة طويلة، وخلقت مصادر دخل جديدة لجيرانهم العرب والعاملين في الموشافوت.
ومن بين الحراس المسؤولين عن الأمن في "بتاح تكفا "كان أبراهام شابيرا، المعروف أكثر في الأوساط العربية بلقبه إبراهيم ميخو، "كبير الحرس" في قرية الملبس (1870-1965). استخدم المستوطنون اليهود العمالة العربية في حقولهم وبساتين الحمضيات، وهو شكل من أشكال العمل في المزارع، في حين ظلت بيتح تكفا نفسها معروفة للأغراض الرسمية باسم الملابيس. وحتى يومنا هذا، يستخدم سكان القرى الفلسطينية الباقية في المنطقة اسم الملبي كمرادف "لبتاح تكفا."
يرجع تاريخ أول استيطان جماعي لعام 1881 الذي يعتبره المؤرخ الأمريكي ذو الأصل اليهودي الألماني والتر لاكوير بداية التاريخ الرسمي للاستيطان اليهودي في فلسطين. بوصول حوالي 3000 مستوطن من أوروبا الشرقية، حملت المجموعة اليهودية على عاتقها زراعة الأرض لاعتبارها من أكثر الأراض الزراعية في فلسطين خصوبة وتتمتع بمناخ ممتاز وأجواء تساعد على الزراعة وخصوصا الحمضيات منها. لكن الفكرة تعرضت لنكسة بسبب عدم قبول السكان الفلسطينيين لهم وانتشار حشرة في تلك المنطقة تسبب حمى الملاريا في عام 1881م بسبب المستنقعات التي كانت تحيط في المكان، الأمر الذي حال دون إتمام عمليات الزراعة في تلك الأرض وانتقالهم إلى مكان آخر، ليقوم البارون اليهودي الفرنسي إدموند دي روتشيلد، أحد زعماء الفرع الفرنسي للعائلة المالية اليهودية، ويعتبر الداعم الرئيسي للكيان الصهيوني لإنشاء دولتهم في سنواتها الأولى. وفي عام 1883 وبعد تخصيص الأموال التي حصلوا عليها من البارون اليهودي لتجفيف المستنقعات التي تسبب حمى الملاريا، عادت المجموعة اليهودية وباشرت بزراعة العنب والحمضيات حولها، وبدأت بالزحف العمراني في قرية ملبس.
بعد احتلال بريطانيا لفلسطين في عام 1917م، اضطر سكان القرية الفلسطينيون إلى مغادرتها في بداية فترة الاحتلال الإنجليزي لفلسطين بعد أن أصبحوا أقلية صغيرة يعيشون وسط الصهاينة الذين كانوا يعتدون عليهم صباح مساء، وهذا الأمر جعل القرية مهملة من الناحية التاريخية لأن أهلها لم يهجروا في نكبة عام 1948م وكان تهجيرهم في وقت مبكر من زمن الاحتلال الإنجليزي الذي منح الإسرائيليين الحماية والأسلحة التي مهدت لتهجيرهم إلى المدن والقرى الفلسطينية المجاورة. كانت المستعمرة مقرا للعصابات الصهيونية التي كانت تهاجم القرى الفلسطينية المجاورة حيث قتلوا عددا كبيرا من الفلسطينيين العزل وشكلوا عصابات كانت تختطف الفلسطينيين العزل وتستولي على ممتلكاتهم، في حين كانت قوات الاحتلال الإنجليزية تغض الطرف عن هذه الأعمال الإجرامية وتحاكم المجرمين بأحكام مخففة وفي محاكم صورية.
كانت المستعمرة تتعرض لهجمات الثوار الفلسطينيين والذين تمكنوا من قتل أربعة مستعمرين في عام 1921م، كما هاجمها الثوار عدة مرات في الثورة الفلسطينية الكبرى عام 1936م وتمكنوا من قتل عدد كبير من الصهاينة، وعلى إثر هذا عززت قوات الاحتلال الإنجليزي المستعمرة بمئة جندي من أجل حمايتها من هجمات الثوار.
ساهم اقتلاع آهالي ملبس، ثم طرد العمال العرب المقيمين في بتاح تكفا في أعقاب انتفاضة عام 1921، في تفكك النسيج المجتمعي للقرى الفلسطينية في المنطقة الساحلية لفلسطين. في البداية، انتقلت عائلة أبو حامد إلى القرى المجاورة مثل فجة والعباسية وجلجولية ومدن أبعد مثل يافا وحيفا. ومع ذلك، مع توسع المشروع الاستعماري الصهيوني، أصبحت هذه المناطق أيضًا تحت السيطرة اليهودية وتم إخلاء معظم سكانها أو كليًا منها في عام 1948.
أصبحت المستعمرة محطة مرور للمهاجرين الصهاينة القادمين من أوروبا وروسيا ووصل عدد سكانها إلى 22 ألفا عام 1948م، حيث وفرت لهم الحماية وأسست فيها بلدية وقدمت لها 3000 جنيه فلسطيني في عام 1939م كقرض غير مسترد من أجل دعم مشاريعها المختلفة. وشهدت المستعمرة توترا كبيرا مع الإنجليز قبيل عام 1947م حيث قاموا بالهجوم على قوات الاحتلال الإنجليزي قرب المستعمرة وخطفوا عددا منهم وساومهم على إطلاق سراح بعض الصهاينة الذين سجنوا بسبب جرائم قتل، وقامت قوات الاحتلال الإنجليزي بمحاصرة المستعمرة ومنع التجول فيها بعد تنامي الهجمات على القوات الإنجليزية والمواطنين الفلسطينيين العزل الذين استشهد منهم العشرات.
ارتفع عدد سكان بتاح تكفا الذين يمثلون خليطاً من المهاجرين الصهيونيين من قرابة 22.000 نسمة عام 1948 إلى 46.000 نسمة عام 1956 وإلى 54.000 نسمة عام 1961 وإلى 80.000 نسمة عام 1969. ووصل عددهم إلى 100.000 عام 1973، وقد بلغ عددهم في نهاية القرن الماضي نحو 180.000 نسمة.
اليوم، تعد مستوطنة بتاح تكفا منطقة نفوذ قوية للكيان الصهيوني، باعتبارها أهم منطقة صناعية وزراعية لدى الكيان لتتسع الأراض التابعة لها من 3375 دونم في العام 1878 إلى حوالي 26 ألف دونم في الوقت الحالي.